# Госс, Луи-Андре
Луи́-Андре́ Госс (фр.  Louis-André Gosse, 1791 Женева; — 24 октября 1873 Женева) — швейцарский врач и Филэллин, участник Освободительной войны Греции, в ходе которой отмечен как полевой и флотский хирург, распорядитель финансовой помощи швейцарских комитетов греческому населению армии и флоту, куратор греческого флота, сборщик налогов, организатор и руководитель флотилии для борьбы с пиратами, руководитель борьбы с эпидемиями чумы и холеры.
Почётный гражданин Афин, Пороса и Калаврит.

## Молодость
Луи Андре Госс родился в Женеве в 1791 году, в семье фармацевта.
В период 1811—1816 годов проживал в Париже, где учился медицине. В 1817 году получил докторскую степень медицинского института.
В 1820 вернулся в Женеву, где и обосновался окончательно. Последовав медицинской профессии, Госс был также вовлечён в политику.
Он принадлежал либеральной партии и в 1822 году был назначен членом Совета представителей (Conseil representatif).
Позже познакомился с банкиром и Жаном Эйнаром и был тесно связан с ним.
Его политическая ориентация и высокие гуманитарные цели, а также знакомство с Эйнаром который стоял во главе филэллинского движения в Швейцарии стали решающими факторами в принятии им решения отправиться в Грецию, где с весны 1821 года шла кровавая война с целью освобождения от турецкого ига.
Сам Госс впоследствии писал: «Воодушевлённый энтузиазмом, который понимали немногие, а многие возможно осуждали, я без колебаний предложил свои услуги (Греции), так как я верил что поступая так я буду более полезен человечеству, нежели оставаясь на Родине, где на некоторый период можно было бы без проблем найти мне замену».

## Швейцарский филэллинизм
Освободительная война греков против осман начавшаяся весной 1821 года вызвала в Европе движение Филэллинизма. Однако, чтобы не преувеличивать масштабы явления, греческий историк Я. Кордатос писал: «в действительности не было филэллинов, за исключением немногих демократов Европы», а Георгиос Лайос: «Движение филэллинов имело явно выраженную политическую ориентацию».
Непосредственное участие в войне приняло около 1 тысячи иностранных добровольцев из которых 342 родом из германских земель, затем следуют французы (196), итальянцы (137), англичане (99), швейцарцы (35) и др.
Из них 313 погибли на полях сражений или умерли от ран или болезней.
Филэллинское движение затронуло и Швейцарию. К тому же, как считал Я. Ризос-Нерулос, первым филэллином павшим за греческое дело был швейцарец Bordier из Женевы, погибший в Молдово-Валахии, за месяц до начала восстания в собственно греческих землях.
Ризос-Нерулос писал: «На равнине в Драгашани пролилась первая кровь филэллинов: Bordier из Женевы отличился своим мужеством и умер как настоящий швейцарец. Он принёс себя в жертву ради чужого дела, но дела прекрасного и справедливого».
Как пишет Константинос А. Вакало́пулосос в своей работе о швейцарском филэллинизме, условия в Швейцарии были благоприятны не только для филэллинизма, но и для любого движения поставившего своей целью свободу и независимость, наперекор духу Священного Союза господствовавшего в Европе после Реставрации Бурбонов.
Молодёжь Швейцарии стремилась к свободе, пресса непрерывно публиковала новости о сражающихся греках. Симпатия швейцарцев грекам была искренней, поскольку кроме прочего, христианской стране грозила опасность вновь быть порабощённой мусульманским игом. Это объясняет первенство швейцарского духовенства в движении филэллинизма.
Пастор Muller в своей речи при сборе денег в помощь сражающимся грекам, указал на следующие причины, согласно которым швейцарский народ должен желать свободы Греции :
1. солидарность которую христианские народы должны проявлять друг к другу
2. благодарность Швейцарии и всего Запада в целом древнегреческой культуре
3. потребность народов в Свободе и независимости, которую швейцарцы ощущают больше всех, поскольку они вели за неё тяжёлую борьбу
4. возможности потенциальных торговых отношений между Грецией и Швейцарией
5. прогресс который будет достигнут в Греции после её освобождения, и который будет способствовать повышению уровня жизни и культуры всей Европы.

Вакалопулос пишет что эти причины объясняют глубокое содержание европейского филэллинизма и особенно швейцарского, который вдохновлялся — и это его главная черта — не только идеологическим течением современного ему романтизма и либерализма, но также необходимостью рассмотреть рождение новой Греции с чисто практической точки зрения. Три первые причины (Мюллера) соответствуют общим точкам соприкосновения всех европейских филэллинов, но последние две характеризуют особое, дополнительное, содержание представлений швейцарских филэллинов.

## Миссия Госса
Первые филэллинские комитеты Швейцарии были созданы в августе 1821 года в Берне и в ноябре в Цюрихе. Последовали комитеты в Винтертуре, Арау, Базеле, Санкт-Галлене, Цуге и Гларусе. В Женеве комитет был образован в феврале 1822 года.
Согласно Вакалопулосу швейцарцы первыми убедились что основной задачей комитетов должна быть отправка восставшим боеприпасов, продовольствия и денег, в силу чего комитет Берна уже с октября 1821 года запросил информацию о обстановке в восставшей стране.
Толчок для дальнейшего роста движения филэллинизма в Швейцарии был дан после того как в Женеве временно обосновался бывший российский министр, грек Иоанн Каподистрия, ушедший с российской службы чтобы оказать помощь своему народу.
Выбор Каподистрии не был случайным. Он был «благодетелем Швейцарии»:56 и автором её конституции:57, почётным гражданином Женевы, внёсшим вклад в единство страны и «даровавший швейцарцам свободу»:116.
В свою очередь и отвечая на любовь швейцарцев, ещё в апреле 1819 года Каподистрия отмечал прогресс наук и либеральных институтов в некоторых странах, который будет влиять на будущее и ход политического развития человечества, и это были Швейцария, Англия и США («C’est en Suisse, en Angleterre et en Amerique ou nous pouvons apprendre par les attraits de l’exemple la science et l’art de la liberte»).
Призыв Каподистрии к швейцарцам оказать помощь восставшим:117, нашёл отзыв у либеральных слоёв населения. Призыв был поддержан другом Каподистрии, банкиром Жаном Эйнаром:118.
С 1825 года Эйнар возглавил филэллинский комитет Швейцарии:168.
Госс был членом комитета Женевы. Близкое знакомство с Эйнаром дало выход его энтузиазму и филэллинским чувствам.
В середине 1826 года Госс посетил Эйнара. Тот вручил ему письмо вдовы Маркоса Боцариса, Хрисулы. В письме описывались страдания и невзгоды греков, после огромных разрушений причинённых стране турками.
Госс был тронут письмом и немедленно предложил своё участие в борьбе греков, хотя прекрасно понимал что этим решением он жертвует своими личными интересами и семейным покоем, и оставляет одной свою пожилую мать.
Эйнар принял предложение, отметив что он назначит ему пост в готовившейся миссии. В ноябре 1826 года Эйнар назначил Госса своим представителем в комитете острова Идры (вместе с Э. Томбазисом, и Миаулисом) задачей которого было распределение ресурсов филэллинских комитетов, с целью использования этих ресурсов исключительно для нужд флота. При этом Эйнар инструктировал Госса, что следует дожидаться прибытия адмирала Кокрейна, назначенного командующим флота одновременно с получением Грецией британского займа.
Эта исключительная цель объяснялась тем, что после падения Месолонгиона оборонительная и наступательная сила греков зависела в основном от деятельности их флота, состояние которого было необходимо не только поддерживать. Флот следовало усилить и реорганизовать.
Эту необходимость осознали жители Идры и Спеце в последние месяцы перед падением Месолонги, ощутив опасность атаки османского флота против их островов. которую мог предотвратить только хорошо оснащённый и укомплектованный флот.
«Деревянные стены» были единственным их спасением, и может быть и Греции как таковой.
Собрание жителей острова избрало в апреле 1826 года комитет 13 человек который взял на себя эту задачу, путём введения обязательного сбора 3 % на имущество жителей.
Необходимость шагов для спасения Идры осознали не только идриоты, но и филэллины.
Предложение создания комитета с обязательным участием одного иностранного члена, который будет распорядителем ресурсов предоставляемых филэллинскими комитетами и направлять их в поддержку флота, было получено Эйнаром с Идры в августе 1826 года, два месяца до того как он предложил этот пост Госсу.

## Отъезд
Историография отмечает особые отношения Госса с его престарелой матерью, Louise Gosse. Он должен был получить её разрешение на отъезд в Грецию. Но мать была чувствительна к гуманитарным идеалам и разделяла энтузиазм своего сына по отношению к борющейся греческой нации. Несмотря на её беспокойство, она разрешила ему оставаться в Греции два года.
Как признание влияния его матери, Госс писал ей с Идры 13 февраля 1827 года: «Вам любимая мать, я обязан тем что стал полезным тысячам людей. Ваше мужество и преданность позволяют мне устремиться на помощь несчастным защитникам Греции. Благодать Вам и Божественному Провидению, которое вдохновило нас на Добро и помогает нам достичь его»
Незадолго до своего отъезда в Грецию в декабре 1826 года вместе с немецкими филэллинами Korring и von Vangerow, Госс выслушал советы и инструкции Эйнара. Согласно инструкциям Госс должен был полагаться на самого себя, не обращая внимание на то что происходит вокруг него.

## Идра

Флаг Идры в годы Освободительной войны

Первой остановкой Госса в Греции и одновременно главной целью его миссии была Идра. Его впечатления от острова, как и от гостеприимства жителей были прекрасными.
Госс привёз на Идру большое количество продовольствия. Таким образом был снят вопрос о снабжении гарнизона, который идриоты расположили на острове, во избежание возможных десантных операций турко-египетского флота, что позволяло самим идриотам продолжить войну на море.
Будучи членом комитета по распоряжению поставками для флота, Госс сошёлся с Миаулисом и семьёй Томбазисов, чьё гостеприимство он ценил .
В свою очередь Госс писал своей матери в феврале 1827 года о сыне Э. Томбазиса, Николаосе, посланного на учёбу в Женеву, по согласованию с Эйнаром.
Идриот Сисинис считал, что прибытию адмирала Кокрейна в Грецию Афинский Акрополь должен находиться в руках греков.
Он просил Госса отправить из ресурсов филлэлинских комитетов со складов на Идре военачальнику Караискакису в его лагерь в Элевсине 50 тонн муки.
Госс отозвался на просьбу Сисиниса и греческого правительства и отправил 3/15 марта 1827 года 80 тонн кукурузы, выразив надежду что с этой поставкой Караискакис может продержаться длительное время.
Он также подчеркнул что снабжение предназначенное флоту, остаётся неприкосновенным, и что он считает своей обязанностью держать его таковым до прибытия Кокрейна.

## Порос
После прибытия Кокрейна в марте 1827 года, Госс был назначен генеральным куратором («γενικός έπιμελητής») флота и с помощью баварца Гайдека, Bailly и Ксеноса перевёл склады и перевёз снабжение на новую базу комитета на остров Порос.
Одновременно он продолжал курировать над флотом, и высылал деньги на ремонт кораблей Идры и Спеце и брандеров Канариса и не прерывал свою деятельность в качестве врача хирурга и аптекаря.

## Битва при Фалероне

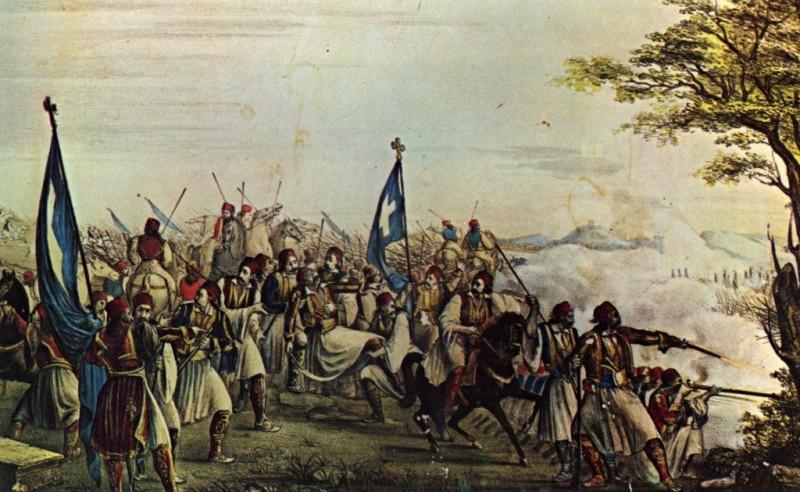
Смертельное ранение Караискакиса

Приняв командование греческим флотом в марте 1827 года:Δ-397, в апреле Кокрейн связал своё имя с заговором и убийством военачальника Г. Караискакиса:Г-330 и самым большим поражением повстанцев за все годы Освободительной войны 1821—1829 годов (Битва при Фалероне). Историки Д. Фотиадис и Т. Герозисис считают, что Караискакис был убит британскими агентами, поскольку согласно доктрине неприкосновенности Османской империи, в качестве волнолома против России, возрождаемое греческое государство должно было быть ограниченно одним лишь Пелопоннесом:42.
Госс был на тот момент в составе флота и оказался в эпицентре этих событий.
Именно Госс принял тяжелораненного Караискакиса на борту голета «Спартанец» (Σπαρτιάτης) и констатировал тот факт, что военачальник более не жилец на этом свете:460.
Сразу после смерти Караискакиса, англичане Кокрейн и генерал Р. Чёрч, будучи соответственно командующими флота и армии провели операцию по высадке десанта и марша к Акрополю.
Госс впоследствии писал: «Генерал Чёрч, вместо того чтобы возглавить операцию, благоразумно расположился на берегу рядом с лодчонкой, чтобы при необходимости прыгнуть в неё»:Γ-363:480.
Сражение завершилось поражением какого повстанцы не знали за все годы войны.
Госс, связавший себя дружбой с Кокрейном до конца своей жизни, более благосклонен к адмиралу нежели к Чёрчу.
Д. Фотиадис приводит его свидетельство, подчёркивая что это пишет (даже) «поклонник Кокрейна» (θαυμαστής του Κόχραν), Госс: «Вижу фелюгу Кокрейна перегруженную беглыми солдатами, готовую затонуть. Я бросился туда, запрыгнул, мы (?) выбросили трёх-четырёх. Стою на носу и своей саблей, осторожно, чтобы не поранить, отгоняю пытавшихся подняться на фелюгу». Фелюга подошла к стоявшему по горло в воде Кокрейну и, согласно Фотиадису, подобрала адмирала как «мокрого кота»:Γ-366:485.
В дальнейшем в своей рукописи от14 января 1864 года, Госс писал что он был спасителем Кокрейна.
При всей трагичности событий Госс совмещал работу хирурга и свои функции куратора флота.
Он пишет что после сражения был вынужден ампутировать раненных на борту голета и что хотя забота о раненных была его главной задачей, оставаясь главным куратором флота, он писал заявки. Но «не располагая ни чернилами ни пером, я использовал кровь раненных и спички»:485.

## Сирос — Сборщик налогов
После трагических событий Фалерона, ресурсы филэллинских комитетов предназначенные для флота были почти исчерпаны. Госс был в отчаянии. Вопрос был разрешён решением Третьего национального собрания, направить пошлины и налоги собираемые с островов Архипелага на нужды флота, и выплачивать их комитету назначенному Кокрейном. Госс, который до того распоряжался ресурсами филэллинских комитетов, возглавил этот греческий комитет.
Он писал Эйнару: «Эти новые экономические инструменты, не зависящие от европейского милосердия, укрепили наши надежды»
В исполнении этих экономических мер призванных удержать Грецию на грани катастрофы, роль Госса была важной.
В конце мая он прибыл на остров Сирос, имея абсолютные полномочия предоставленные ему правительством и Кокрейном.
Он получил возможность обсудить эти финансовые вопросы с держателями капиталов самого большого на тот момент торгового и финансового центра возрождающегося греческого государства, каким был Сирос на тот момент.

### Во главе флотилии
Первые же суммы собранные Госс налогообложением он направил на организацию маленькой флотилии из двух голетов и двух канонерок, поставив ей задачу обеспечения законности и порядка и борьбы с пиратством, с тем чтобы спокойно и беспрепятственно посвятить себя сбору пошлин на островах Архипелага. Он (даже) принимал участие в патрулировании флотилии.

## «Картериа»

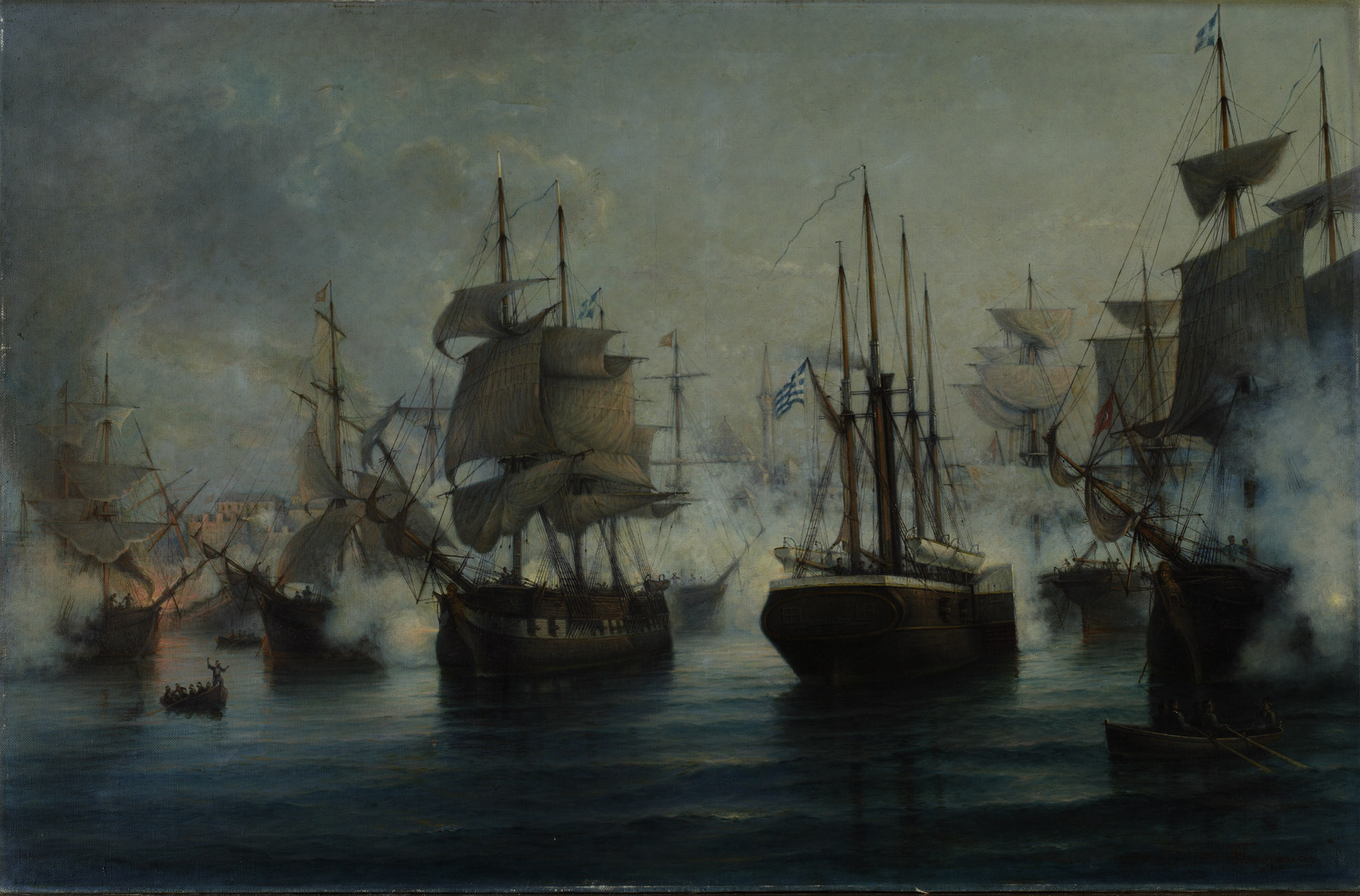
Художник Пулакас, Иоаннис. Морское сражение в Итеа в 1827 году. В центре парусно-паровой Картериа

В сентябре 1827 года Госс прервал свою административную и финансовую деятельность, стал врачом на парусно паровом корабле Картериа и вновь оказался в гуще исторических событий.
К этому времени эскадры трёх Великих держав (Британии, Франции и России) появились в греческих водах, но вовсе не для поддержки греческих повстанцев, а для прекращения войны создававшей не только политические проблемы, но и проблемы торговле и свободному мореплаванию в Восточном Средиземноморье.
Французский адмирал де Риньи, представляя флоты трёх держав и осуществляя миссию Принуждение к миру, потребовал от Ибрагима-паши прекращения военных действий и замирения.
Между тем 29 сентября маленькая греческая флотилия, возглавляемая «Картерией», под командованием англичанина Гастингса, потопила в бухте Итеа недалеко от Салона 9 из 11 участвовавших в бою турецких кораблей, что положило начало цепочке важных событий.
К. Вакалопулос пишет, что благодаря запискам Госса мы располагаем списком экипажа «Картерии».
После боя в Итеа, Ибрагим счёл себя несвязанным никакими обязательствами и дал команду всему своему флоту идти в Коринфский залив. 5 октября, перед турецко-египетским флотом встала британская эскадра адмирала Кодрингтона и османский флот вернулся в Наварин. Адмиралы эскадр Британии, Франции и России в силу невозможности длительного пребывания вне гавани приняли решение войти в Наваринскую бухту и встать рядом с турецко-египетской эскадрой. 8 (20) октября 1827 года, после первоначально незначительного эпизода, состоялось несанкционированное Наваринское сражение, в котором союзные эскадры потопили около 60 османских кораблей. Английская дипломатия была застигнута врасплох событием. Английский король высказался по поводу адмирала Κодригтона «я посылаю ему ленту, хотя он достоин верёвки». Британский посол в Κонстантинополе С. Каннинг высказал своё сожаление «о этом печальном событии»:Γ-422.
Сражающаяся Греция также была застигнута врасплох этим событием, но её радость и облегчение были велики:Γ-421.

### Каламос
Несмотря на то что Госс был занят многими отвлекающими функциями, он никогда не прекращал действовать как член Филэллинского комитета. Именно к нему обратился брат И. Каподистрии, Виарос, письмом от 6/18 сентября 1827 года, запрашивая его участие в гуманитарном вопросе, попечении греческих беженцев на находившемся под британским контролем островка Каламос на побережье Акарнании, который с начала войны стал убежищем гражданского населения.
Виарос писал что его посетил комитет беженцев и умолял его о помощи. Он просил Госса встретиться с адмиралом Кодригтоном и обсудить с ним этот вопрос.

## Хиос
Πродолжая политику Принуждения к миру, адмиралы трёх держав вручили 25 октября Парламенту эллинов протест в связи с предпринятой армией и флотом повстанцев экспедиции по освобождению Хиоса. 29 октября на Хиос прибыл французский корабль с приказом от адмирала де Риньи командующему экспедиционного корпуса полковнику Ш. Фавье оставить Хиос.
Госс прибыл на Хиос 18/30 октября на греческом флагманском «Эллада», будучи ответственным за доставку боеприпасов корпусу Фавье.
Неизвестно по каким причинам, отношения Госсом с Фавье не сложились. Более того. Когда он высказал желание посетить место последнего боя, приставленные к нему офицеры Molliere и Montigny, без риска для себя, решили испытать его и повели на прибрежную площадку, заведомо зная что эта площадка простреливается. Когда шляпа Госса выстрелом была сбита с его головы, он испуганный бежал с этой площадки.
Он отбыл на борту «Эллады», поскольку английской адмирал Hamilton заявил Кокрейну не предпринимать никаких действий против Хиоса, в соответствии с решениями Великих держав. Возмущённые старейшины Хиоса выразили протест капитану французского корвета «Помони» Роверси 19/31 октября, за то что хиосская экспедиция была охарактеризована незаконной и отвергли заявление что она была организована после уничтожения турко-египетского флота в Наварине (8/20 октября). В тот же день и в том же духе они выразили свой протест письмами адмиралам Англии, Франции и России. Тот факт что экспедиция была объявлена незаконной потряс хиосцев, которые надеялись вернуть себе Родину.
Старейшина Пангалакис имевший хорошие отношения с Кокрейном обратился к нему вернуться на Хиос. Письма к Роверси и адмиралам были зачитаны во время обеда Кокрейна. Описание Пангалакиса показывает важность позиции Госса при Кокрейне: «Лорд и доктор Гос прослезились. Замечательная критика, заявили оба громко. Лорд выпил за Воскресение Хиоса, после чего Гос заявил что все располагаемые им боеприпасы передаются в распоряжение хиосцев».
Остаётся фактом то, что Фавье, не сумевший в короткий срок взять крепость Хиоса, после получения письменного демарша английского, французского и российского адмиралов, был вынужден эвакуировать свой экспедиционный корпус с острова:Δ-406.
Хиос был освобождён греческим флотом и воссоединился с Грецией только через девять десятилетий, в Первую Балканскую войну.

## Снова на Поросе
В конце 1827 года кураторство над временной базой флота на острове Порос взял на себя «Комитет по морским делам», который распоряжался снабжением флота. Членами комитета были Госс, шотландец Thomas и Э. Томбазис.
6 января 1828 года в Нафплион прибыл И. Каподистрия и принял правление страной.
В начале марта 1828 года, Госс, после неоднократных обращений к правительству подал в отставку, после чего в отставку подал и Томас. Правительство назначило временными «Директорами по морским делам» Гастингса и Томбазиса.
Госс, продолжая свою неустанную деятельность, построил на Поросе печь для производства галет.
Также под руководством Гайдека и Госса на Поросе было построено на деньги Филэллинского комитета Женевы маленькое судно «Геневи» (Женева).
На деньги которыми он распоряжался, за время пребывания в Греции он прикупил хирургические инструменты и лекарства.
Деньги были потрачены на поездки, подарки филэллинам согласно инструкциям Эйнара, на нужды флота, на строительство канонерок, на ремонт правительственных и частных судов, на жалованье моряков, на аренду складов на Поросе, на строительство фортификаций при входе в гавань Пороса, на жалованье регулярных и иррегулярных войск генерала Чёрча.

## Во главе борьбы с эпидемиями
Одной из величайших заслуг Госса была борьба с эпидемией чумы, которая стала — после голода — наибольшей угрозой для восставшей Греции и её голодающему и с ослабленным здоровьем населению.
Рассадниками эпидемии были турецкие крепости в Метони и Корони.
Первые случаи чумы были отмечены на Идре в апреле 1828 года на голете «Афродита», перевозившего освобождённых греческих пленников из Метони и Корони. (С. Календаридис пишет что пленники были доставлены из Египта).
Врач Спиридон Калогеропулос, присланный И. Каподистрией на Идру, письмом от 17 апреля 1828 года просил правителей острова назначить комитет в 5 человек и предоставить комитету необходимые полномочия.
Госс был выдающейся медицинской фигурой того времени, как пишет К. Вакалопулос «своего рода министром здравоохранения». К тому же он имел титул члена «Чрезвычайного комитета здравоохранения».
И. Каподистрия признавая его ценность и полностью доверяя ему, пытался всячески помочь ему в его работе, подчёркивая в своих письмах важную роль Госса в Комитете.
Каподистрия предоставил ему необходимую финансовую и медицинскую помощь, а также 4 человек имевших опыт в технике дезинфекции.
В послании правителю Пороса от 27 апреля/9 мая 1828 года, Каподистрия уполномочил Госса в борьбе с чумой и принятии необходимых санитарных мер. В том же послании Каподистрия писал что получил от Госса полную информацию о эпидемии, и что знания, мужество и рвение швейцарца сделали его достойным доверия правительства. Он советовал губернатору Пороса строго следовать инструкциям Госса и помогать ему во всём в чём он нуждается.
Он также просил перенести всех умерших в церкви, с тем чтобы создать предпосылки для победы над чумой. Одновременно Каподистрия просил Госса чтобы тот помог губернатору Пороса и завершил своё послание следующим: «Правительство не считает необходимым просить Вас исполнять Вашу службу. Вы множество раз доказали что в этом нет необходимости».
Изучив характер эпидемии Госс дал указание выносить больных из домов и располагать их в тени на расстоянии 6 метров друг к другу. Одновременно он применял технику прижигания оттёков. Он создал карантинные зоны, приказал сжигать одежду мёртвых, указал отменить церковные службы, закрыть кофейни. Несмотря на временный спад, к осени эпидемия распространилась в Ахайе и Калаврите.
Из опустошённой чумой деревни Тихо на одноимённом полуострове напротив Мегара, Госс вернулся в Порос, где распространилась эпидемия злокачественной лихорадки.
В течение 6 недель противостояния с эпидемией, Госс непрерывно работал, но заболел и сам.
До своей болезни он принял в своём госпитале раненного немецкого филэллина Шильхера (умер 4 мая).
Госс лёг в т. н. Американский госпиталь Пороса. Здесь его состояние ухудшилось, но его осенила мысль выйти из госпиталя в тот же вечер и совершить морскую прогулку.
Сопровождаемый прибывшим на Порос И. Каподистрией, он вышел в море, после чего попросил оставить его в монастыре, где был источник холодной воды. Выспавшись и выпив холодной воды, он почувствовал себя лучше и с помощью кинина его температура спала.
Через несколько дней он покинул госпиталь, но сильно ослабленный.
В знак признания его самоотверженной работы Каподистрия прислал ему 29 июля /10 августа документ в котором подчёркивался его значительный вклад в подавлении эпидемии чумы на островах Порос и Эгина и в регионе вокруг Мегара.
Послание заканчивалось следующим образом: «Вы сделали большее. Вы спасли от смерти большое число жителей Пороса в период злокачественных лихорадок. Вы и сам чуть не стали их жертвой. Мы просим Вас позаботиться о себе».
К концу 1828 года финансовые ресурсы Госса были полностью исчерпаны. По сути он остался и без личных денег.
Он выбрался из этого положения благодаря финансовой поддержке своего друга по Сиросу купца А. Думаса, жителей Пороса, а также графа Франгопулоса, у которого он жил некоторое время.
Но денег для возвращения на Родину не было и Госс был вынужден занять 6 тыс. пиастров у братьев Виароса и И. Каподистрии. Учитывая то что последний заложил всё своё состояние на Керкире и даже драгоценности сестры на нужды возглавляемой им страны, погашение этого долга взял на себя Эйнар по собственной инициативе.
В середине 1829 года, незадолго до отъезда в Женеву, он в последний раз уделил внимание медицинской службе острова Эгина.
Приняв замечания Госса касательно лекарств и медицинских инструментов, Каподистрия уполночил его купить их в Марселе, и возместить стоимость через торговый дом Hentsch Женевы.
Кроме того Госс, как добросовестный врач составил отчёт о состоянии аптек Пороса и Нафплиона, подчеркнув необходимость поставки новых материалов.

## К возвращению на Родину
Госс верил что его миссия в Грецию завершится с прибытием Каподистрии, которому он передал все свои отчёты. Но Каподистрия осознавая насколько опустошённая страна нуждается в образованных людях, в особенности врачах, юристах, учителях, а с другой стороны зная о душевной зависимости Госса от матери, послал ей в феврале два письма, в которых подчёркивал важный вклад её сына в (ре)организации греческого государства и просил её чтобы её сын остался в Греции ещё на некоторое время.
Госс продлил своё пребывание до лета 1829 года по двум причинам — после получения согласия матери и по причине эпидемии чумы на Эгине, Идре, Поросе и в некоторых регионах Ахайи.
Он счёл своё присутствие в Греции необходимым для подавления эпидемии и бросился на борьбу с этой болезнью, которая не только пробудила в нём рвение гуманиста, но дала возможность использовать его теоретические знания в этой области.
Эйнар был горд и восхищён вкладом своего протеже в греческое дело.
В письме Каподистрии от 14 января 1829 года он выражает свою признательность Госсу: «…г. Госс в своём рвении к греческому делу, оставил пожилую мать, бросил многочисленную клиентуру, совершил поездку в Грецию и жил там на свои деньги. Он пренебрёг и почти пожертвовал своей жизнью чтобы вылечить больных Пороса. Я с удовлетворением отмечаю преданность этого замечательного человека, который чтит свою Родину, служа вашей (Родине) с рвением и бескорыстно».
Каподистрия писал его матери, пытаясь продлить пребывание усталого Госса в Греции, но безуспешно.
Госс уехал с Пороса в Швейцарию летом 1829 года.
Греческое правительство признавая его огромный вклад в становлении возрождающегося государства объявило его почётным гражданином города Калаврита (в дальнейшем и Афин).
Жители Пороса объявили его «Гражданином Пороса» ещё с 28 июня 1828 года.

## Признание
Госс никогда не забыл Грецию. Он продолжал оказывать свои услуги Греции и из Женевы и в первые послевоенные годы продолжал собирать финансы для разорённой страны. Обобщая свой опыт накопленный в Греции, он написал несколько медицинских работ о эпидемиях чумы и холеры.
Он посетил Грецию со своей женой в1838 году, и встретился со своими старыми друзьями. Ему были оказаны большие почести.
Восшедший на трон Греции баварец Оттоном наградил его медалью участника Освободительной войны и Серебряным Крестом Ордена Спасителя.
Госс умер в Женеве 24 октября 1873 года.

## Оценка деятельности Госса
К. Вакалопулос пишет, что благодаря Эйнару Женева стала центром не только швейцарского филэллинизма, но и филэллинизма всей Западной Европы и что его вклад в борьбу греков неоценим.
Без Эйнарда восставшим пришлось бы бороться с ещё большими, почти непреодолимыми трудностями.
Эйнар по объективным причинам не мого приехать в Грецию, но он прислал вместо себя своего достойного представителя, Госса, которого К. Вакалопулос именует «чистым и позитивным, без романтизма многих филэллинов».
Деятельность Госса распространяется на многочисленные и разнообразные сферы жизни восставшей страны. Он вездесущ и готов решать возникающие проблемы.
Согласно К. Вакалопулосу, Госс как и Эйнард, представляют собой два ярких примера филэллинов, которые при всём своём филэллинизме, помогали решать проблемы восставшей страны с практичностью и сдержанным оптимизмом.
Их отношение к грекам — это отношение друзей к своим близким, затруднявшимся найти свой путь, отношения полного понимания их тёмного прошлого и с умеренной суровостью в некоторых случаях, с намерением помочь им в их главной цели, освобождению Отечества.
В Греции не забыли вклад швейцарского врача в Освободительную войну и в становление возрождённого государства.
В особенности, как отмечается в книге капитана первого ранга И. Лазаропулоса и статье вице-адмирала Д. Балопулоса, отмечается его вклад в логистику греческого флота периода Освободительной войны.